# 黑叶冬青
黑叶冬青（学名：Ilex melanophylla）为冬青科冬青属的植物，是中国的特有植物。分布于中国大陆的广西等地，生长于海拔300米至1,200米的地区，常生长在密林中、林中、山谷、灌丛中和山谷林下，目前已由人工引种栽培。